# قرار مجلس الأمن التابع للأمم المتحدة رقم 1926
قرار مجلس الأمن التابع للأمم المتحدة رقم 1926، الذي تم تبنيه بالإجماع في 2 يونيو 2010، بعد الإشارة إلى استقالة قاضي محكمة العدل الدولية توماس بويرجينثال اعتبارًا من 6 سبتمبر 2010. قرر المجلس إجراء الانتخابات لملء المنصب الشاغر في 9 سبتمبر 2010 في اجتماع لمجلس الأمن وفي اجتماع للجمعية العامة.
وكان يتعين ملء المنصب الشاغر وفقا للنظام الأساسي لمحكمة العدل الدولية. عمل بويرجنثال في محكمة العدل الدولية منذ آذار (مارس) 2000. أعيد انتخابه في عام 2006 لولاية مدتها تسع سنوات تبدأ في فبراير 2006.